# Diecezja Siping
Diecezja Siping także diecezja Sipingjie (łac. Dioecesis Sepimchiaevensis, chiń. 天主教四平街教区) – rzymskokatolicka diecezja ze stolicą w Siping w prowincji Jilin, w Chińskiej Republice Ludowej. Biskupstwo jest sufraganią archidiecezji Shenyang.

## Historia
2 sierpnia 1929 papież Pius XI brewe Ex hac sublimi erygował prefekturę apostolską Szepingkai. Dotychczas wierni z tych terenów należeli do wikariatu apostolskiego Shenyang (obecnie archidiecezja Shenyang) i wikariatu apostolskiego Rehe (obecnie diecezja Rehe). 1 czerwca 1932 prefektura została podniesiona do rangi wikariatu apostolskiego. 18 maja 1937 stracił on część terytorium na rzecz nowo powstałej prefektury apostolskiej Lindong.
W wyniku reorganizacji chińskich struktur kościelnych dokonanej przez papieża Piusa XII 11 kwietnia 1946 wikariat apostolski Szepingkai podniesiono do godności diecezji i nadano jej obecną nazwę.
Od zwycięstwa komunistów w chińskiej wojnie domowej w 1949 diecezja, podobnie jak cały prześladowany Kościół katolicki w Chinach, nie może normalnie działać. Diecezja istnieje tylko w strukturach Kościoła podziemnego. Patriotyczne Stowarzyszenie Katolików Chińskich włączyło diecezję Siping do diecezji Jilin. W latach 80. potajemnie sakrę biskupią przyjął Andrew Han Jingtao – wyświęcony na kapłana w 1947, więziony w latach 1953–1980, następnie do przejścia na emeryturę w 1987 wykładowca łaciny i kultury greckiej na Northeast Normal University w Changchun. Pozostawał pod ścisłą kontrolą władz, które uniemożliwiały mu wypełnianie funkcji biskupich. Kilkakrotnie aresztowany. Han Jingtao dążył do zjednoczenia Kościoła podziemnego i oficjalnego. Zmarł 30 grudnia 2020 roku.

## Biskupi
- Joseph-Louis-Adhémar Lapierre PME[8]
  -     - prefekt apostolski (1930 – 1932)
    - wikariusz apostolski (1932 – 1946)
    - biskup (1946 – 1952)
- sede vacante (być może urząd sprawował biskup(i) Kościoła podziemnego) (1952 – ?)
  - ks. Paul Zhang (1954 – ?) administrator apostolski
- Andrew Han Jingtao (1980 lub 1986 – 2020[9])